# HVC in het seizoen 1966/67
Het seizoen 1966/1967 was het 13e jaar in het bestaan van de Amersfoortse betaaldvoetbalclub HVC. De club kwam uit in de Tweede divisie en eindigde daarin op de derde plaats. In de nacompetitie voor promotie werd de halve competitie, met Roda JC en Veendam, winnend afgesloten.

## Wedstrijdstatistieken

### Tweede divisie
|       | AGOVV | Baronie | EDO   | Excelsior | Fortuna | Gooiland | Haarlem | Heerenveen | Helmondia '55 | Hermes DVS | Hilversum | Limburgia | NOAD  | PEC   | Roda JC | Tubantia | Veendam | FC VVV | Wageningen | Wilhelmina | ZFC   | Zwolsche Boys |
| ----- | ----- | ------- | ----- | --------- | ------- | -------- | ------- | ---------- | ------------- | ---------- | --------- | --------- | ----- | ----- | ------- | -------- | ------- | ------ | ---------- | ---------- | ----- | ------------- |
| Thuis | 4 – 1 | 1 – 2   | 2 – 1 | 1 – 0     | 3 – 1   | 3 – 0    | 2 – 0   | 1 – 1      | 5 – 0         | 2 – 0      | 4 – 0     | 1 – 0     | 2 – 2 | 3 – 2 | 0 – 0   | 5 – 1    | 0 – 2   | 0 – 0  | 2 – 2      | 2 – 3      | 2 – 0 | 2 – 0         |
| Uit   | 0 – 1 | 1 – 1   | 2 – 2 | 3 – 0     | 1 – 1   | 0 – 0    | 2 – 0   | 0 – 1      | 0 – 0         | 1 – 1      | 1 – 2     | 2 – 1     | 3 – 1 | 0 – 3 | 0 – 0   | 2 – 2    | 1 – 0   | 2 – 2  | 1 – 2      | 3 – 7      | 1 – 2 | 0 – 3         |

### Nacompetitie
| Promotiewedstrijd                                                                           | HVC                  | 1 – 1 (1 – 1) | Veendam                                                       |
| 18 juni 1967 Plaats: Amersfoort Birkhoven Toeschouwers: 12.000 Scheidsrechter: Jef Dorpmans | Hans van Empelen 24' |               | 36' Piet van Dam                                              |
| Promotiewedstrijd                                                                           | Roda JC              | 0 – 4 (0 – 1) | HVC                                                           |
| 25 juni 1967 Plaats: Kerkrade Kaalheide Toeschouwers: 4.500 Scheidsrechter: Janus Aalbrecht |                      |               | 29' Hans van Empelen 67', 83' Mosje Temming 88' Ab Ruitenbeek |

## Statistieken HVC 1966/1967

### Eindstand HVC in de Nederlandse Tweede divisie 1966 / 1967
| Stand | Gespeeld | Gewonnen | Gelijk | Verloren | Punten | Doelpunten voor | Doelpunten tegen |
| ----- | -------- | -------- | ------ | -------- | ------ | --------------- | ---------------- |
| 3e    | 44       | 22       | 14     | 8        | 58     | 79              | 45               |

### Topscorers
| #              | Naam                       | Goal |
| -------------- | -------------------------- | ---- |
| 1.             | Mosje Temming              | 31   |
| 2.             | Henk van Dijk              | 15   |
| 3.             | Hans van Empelen           | 6    |
| 3.             | Bennie Marcus              | 6    |
| 5.             | Dick Hollander             | 5    |
| 5.             | Joop de Jong               | 5    |
| 7.             | Ab Ruitenbeek              | 4    |
| 8.             | Evert van Ginkel           | 2    |
| 8.             | Werner Weigel              | 2    |
| 10.            | Arie van Loenen            | 1    |
| 10.            | Leen van der Lugt          | 1    |
| Eigen doelpunt |                            |      |
| –              | Sipke de Jong (Heerenveen) | 1    |
| Totaal         | Totaal                     | 79   |

| #      | Naam             | Goal |
| ------ | ---------------- | ---- |
| 1.     | Hans van Empelen | 2    |
| 1.     | Mosje Temming    | 2    |
| 3.     | Ab Ruitenbeek    | 1    |
| Totaal | Totaal           | 5    |

## Voetnoten
AGOVV · Baronie · EDO · Excelsior · Fortuna · Gooiland · Haarlem · Heerenveen · Helmondia '55 · Hermes DVS · Hilversum · HVC · Limburgia · NOAD · PEC · Roda JC · Tubantia · Veendam · FC VVV · Wageningen · Wilhelmina · ZFC · Zwolsche Boys